# L'Est Républicain

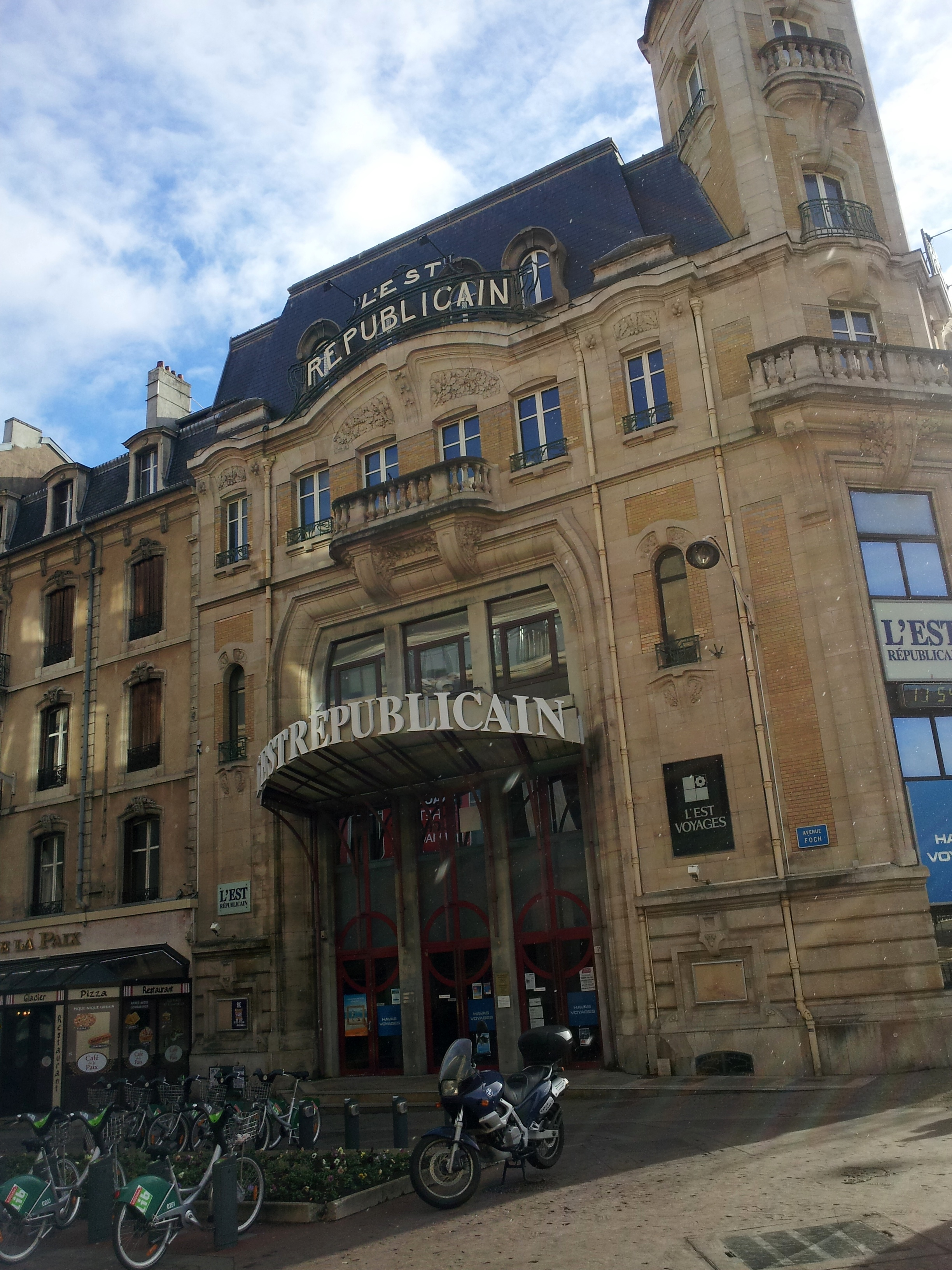
L'Est Républicain in Nancy

L'Est Républicain (vertaald: 'het republikeinse oosten') is een Frans regionaal dagblad gericht op de Oost-Franse regio's Lotharingen en Bourgogne-Franche-Comté. Ze is gezeteld in de stad Nancy. In 2003 kende ze een verspreiding van ruim 200.000 kranten per dag. Ze maakt deel uit van de mediagroep France Est Médias.
L'Est Républicain werd in 1889 door Léon Goulette als een anti-boulangistische krant opgericht. Huidig algemeen directeur is Gérard Lignac wiens familie sinds 1922 als aandeelhouder aan deze krant is verbonden.
Op 23 september 2006 haalde deze lokale krant het wereldnieuws toen zij uit een uitgelekt geheim rapport van de Franse veiligheidsdienst citeerde dat Osama bin Laden, de leider van het islamitisch terreurwerk Al Qaida, eind augustus 2006 aan de gevolgen van tyfus zou zijn overleden.
Op 14 januari 2008 behaalde de krant wederom het wereldnieuws door te melden dat de Franse president Nicolas Sarkozy op 10 januari 2008 zou zijn getrouwd met zijn vriendin Carla Bruni. Dit berichtte de krant op basis van een bron die bij de huwelijksvoltrekking aanwezig zou zijn geweest. De woordvoerder van Sarkozy wilde het bericht niet bevestigen noch ontkennen, terwijl de moeder van Bruni nergens van afwist. Tegenover het persbureau Reuters zei de moeder van Bruni: "Ik heb Carla net gezien en zij heeft er niets over gezegd."